# Schorndorf (Baden-Württemberg)
Schorndorf is een plaats in de Duitse deelstaat Baden-Württemberg, gelegen in het Rems-Murr-Kreis. De stad telt 39.785 inwoners.

## Geografie
Schorndorf heeft een oppervlakte van 56,86 km² en ligt in het zuidwesten van Duitsland.

## Bezienswaardigheden
- De beeldenroute Skulpturen-Rundgang Schorndorf

## Geboren in Schorndorf
- Ludovike Simanowiz (21 februari 1759)
- Gottlieb Daimler (17 maart 1834)
- Sven Ulreich (3 augustus 1988)
- Davie Selke (20 januari 1995)

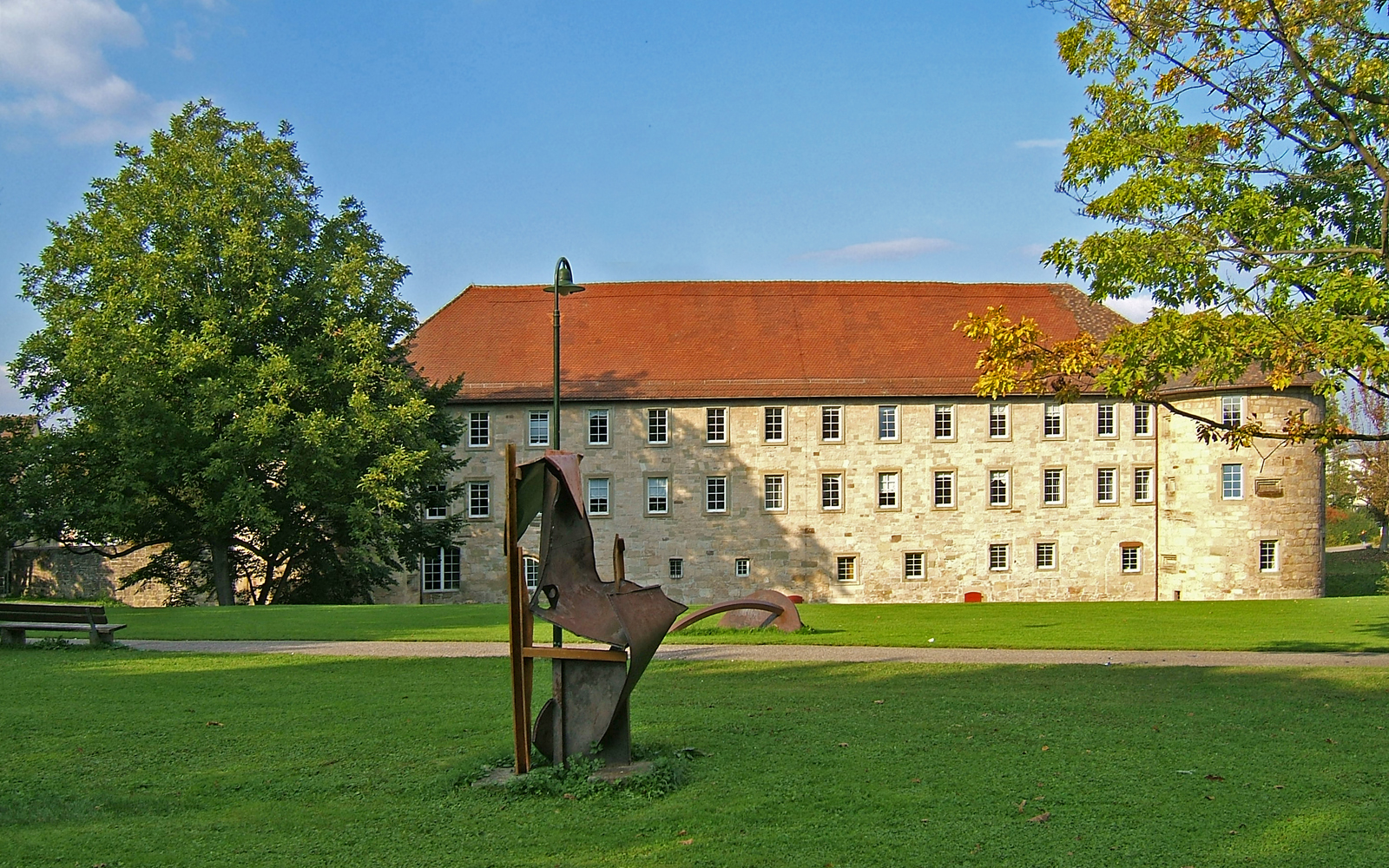
Burgschloss met beelden Eigener Schatten van Reinhard Scherer en Brandung van Klaus Hartmann
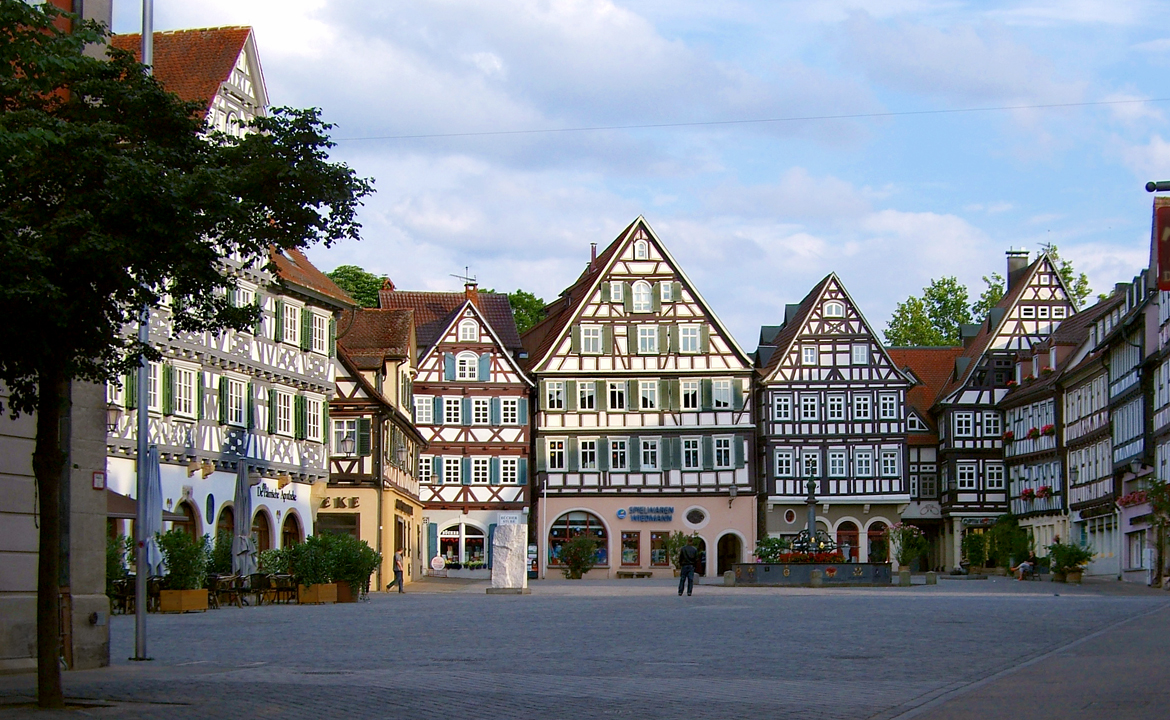
Marklplatz Schorndorf

Alfdorf ·
Allmersbach im Tal ·
Althütte ·
Aspach ·
Auenwald ·
Backnang ·
Berglen ·
Burgstetten ·
Fellbach ·
Großerlach ·
Kaisersbach ·
Kernen im Remstal ·
Kirchberg an der Murr ·
Korb ·
Leutenbach ·
Murrhardt ·
Oppenweiler ·
Plüderhausen ·
Remshalden ·
Rudersberg ·
Schorndorf ·
Schwaikheim ·
Spiegelberg ·
Sulzbach an der Murr ·
Urbach ·
Waiblingen ·
Weinstadt ·
Weissach im Tal ·
Welzheim ·
Winnenden ·
Winterbach